# Партенштајн (Баварска)
Партенштајн (њем. Partenstein) општина је у њемачкој савезној држави Баварска. Једно је од 40 општинских средишта округа Мајна-Шпесарт. Према процјени из 2010. у општини је живјело 2.819 становника. Посједује регионалну шифру (AGS) 9677170.

## Географски и демографски подаци
Партенштајн се налази у савезној држави Баварска у округу Мајна-Шпесарт. Општина се налази на надморској висини од 194 метра. Површина општине износи 10,5 km². У самом мјесту је, према процјени из 2010. године, живјело 2.819 становника. Просјечна густина становништва износи 269 становника/km².

## Међународна сарадња
| Мјесто  | Држава  | Врста сарадње | Од    |
| ------- | ------- | ------------- | ----- |
| Бургајс | Италија | партнерство   | 2000. |
| Извор   |         |               |       |